# 蛎碴塂遗址
蛎碴塂遗址，位于山东省烟台市牟平区姜格庄镇姜格庄，是中华人民共和国山东省文物保护单位之一。
2006年12月7日，授予山东省文物保护单位，是一座古遗址。